# Bute

Butea bisericii medievale din Putna

Butea, în termeni constructivi, este structura de pereți a unei case sau a unei biserici. Termenul este întâlnit îndeosebi la construcțiile de lemn în cheotori, unde se face diferențiere între pereții din bârne orizontale și structura acoperișului de căpriori. Distincția este necesară datorită faptului că structura închetorată a butei necesită un timp de așezare a cheotorilor. Numai după așezarea cheotorilor butea poate intra pe deplin în uz. Așezarea cheotorilor se datorează în primul rând uscării lemnului dar și presării sub greutatea acoperișului. Așezarea cheotorilor duce la o scădere în înălțime a butei, ceea ce creează probleme cu pisele verticale ale golurilor.
Din structura butei fac parte așadar și golurile de circulație, iluminat și ventilat natural. La unele biserici de lemn din structura butei fac parte și bolțile, executate din bârne masive, la fel ca și pereții.